# 1209
1209 (MCCIX) a fost un an obișnuit al calendarului iulian.

## Evenimente
- 1 mai: Regele Filip al II-lea August al Franței și legatul papal întrunesc un conciliu în apropiere de Sens; este decisă lansarea cruciadei împotriva albigensilor, condusă de Simon al IV-lea de Montfort.
- 22 iulie: Simon de Montfort pradă orașul Beziers, ucigând cathari și catolici deopotrivă.
- 1-15 august: Simon de Montfort ocupă Carcassonne.

### Nedatate
- noiembrie: Regele Ioan al Angliei este excomunicat de papa Inocențiu al III-lea.
- Ambasadă a regelui din Aksoum la Cairo.
- Armata regelui Georgiei întreprinde un raid asupra principatelor musulmane din nordul Iranului.
- Fondarea primei comunități franciscane în Italia.
- Genghis Han supune Xixia.
- Mongolii, conduși de Genghis Han, cuceresc Turkestanul.
- Regele Filip al II-lea August obține comitatul Poitou.
- Tratat de alianță între împăratul Henric I de Constantinopol și sultanul selgiucid Kaikosru I, îndreptat împotriva lui Theodor I Laskaris.

## Arte, Știință, Literatură și Filosofie
- Întemeierea Universității Cambridge.
- Se încheie construirea Tower Bridge, din Londra.

## Înscăunări
- 4 octombrie: Otto al IV-lea, ca împărat romano-german, încoronat de papa Inocențiu al III-lea (1209-1215)

## Nașteri
- Munke, han al mongolilor (d. ?)
- Premysl I, duce al Moraviei (d. ?)

## Decese
- Fakhr al-Din al-Razi, teolog și filosof persan (n. 1149)
- Guillaume de Champlitte, cruciat (n. ?)
- Nizami Ganjavi, poet turc (n. 1141)
- Walter Map, scriitor galez (n. 1137)